# Colonne Rostrate

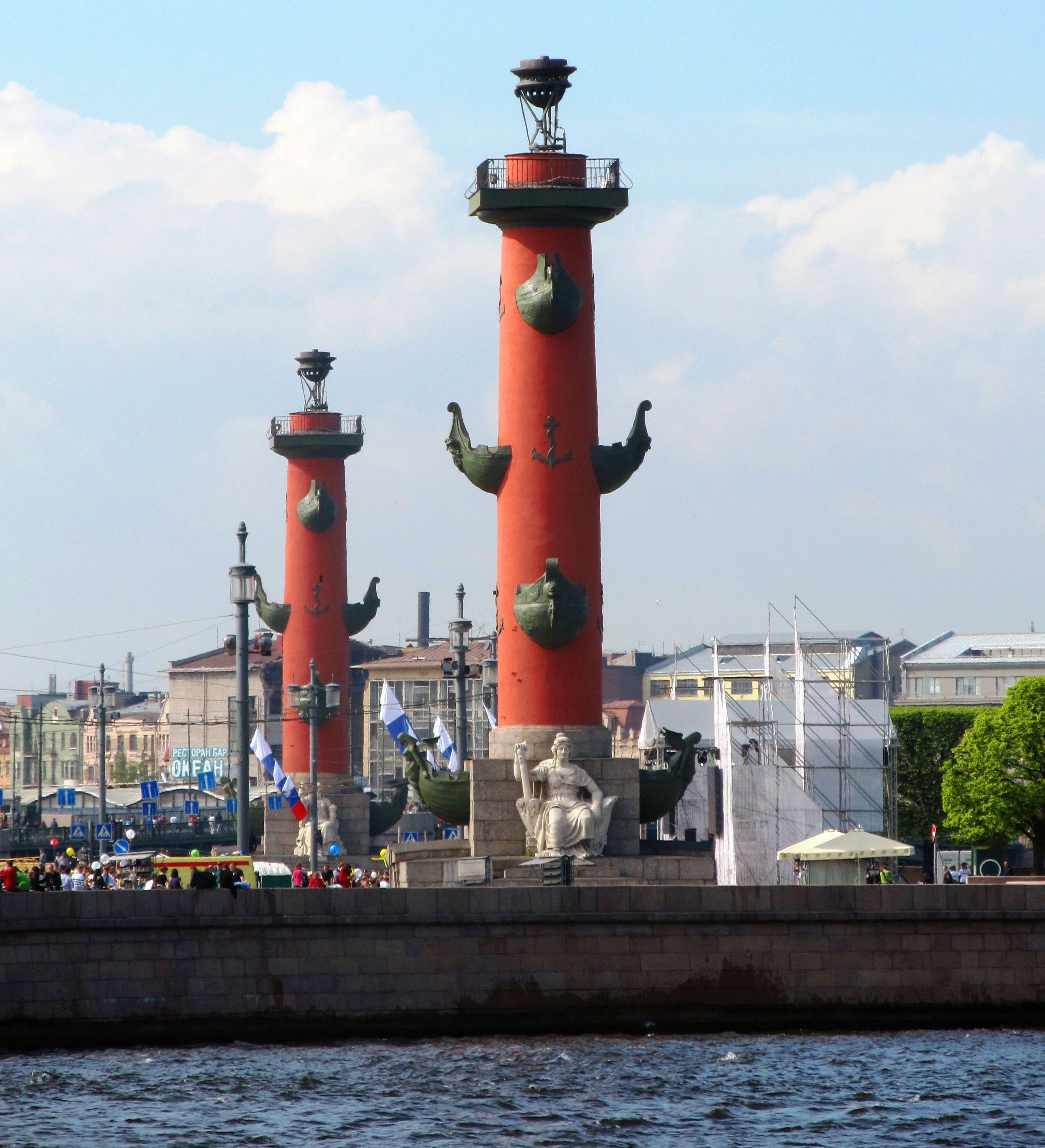
Particolari delle due Colonne Rostrate fotografate da un'altra angolazione

Le due Colonne Rostrate (o Colonne Rostrali; in russo Ростральные колонны?, Rostral'nyye kolonny) sono delle gigantesche opere monumentali innalzate sulla punta dell'isola di Basilio (Стрелка Васильевского острова - Strelka Vasil'evskogo ostrova) tra il 1805 e il 1810 per opera dell'architetto francese Jean-François Thomas de Thomon, lo stesso che ha realizzato anche il vecchio edificio della Borsa che fa loro da sfondo.

## Descrizione
Alte 32 m, ornate da prore con polene e prore rostrate di navi, alle loro basi sono decorate con quattro grandi statue che fungono da allegorie dei quattro maggiori fiumi della Russia: Volga, Dnepr, Volchov e Neva.
Per tutto il XIX secolo fungevano, per i naviganti che se le trovavano innanzi, da fanali (non fari) per segnalare la punta (o lingua) formata dall'isola di Basilio (Vasil'evskij ostrov) e la ramificazione del fiume in Grande Neva (Bol'šaja Neva) a sud, sulla sinistra, e Piccola Neva (Malaja Neva) a nord, sulla destra, fiancheggiano in uno o nell'altro senso, l'edificio del Palazzo della Borsa.
Sono entrambe (singolarmente) patrimonio culturale della Federazione Russa.

## Galleria di immagini

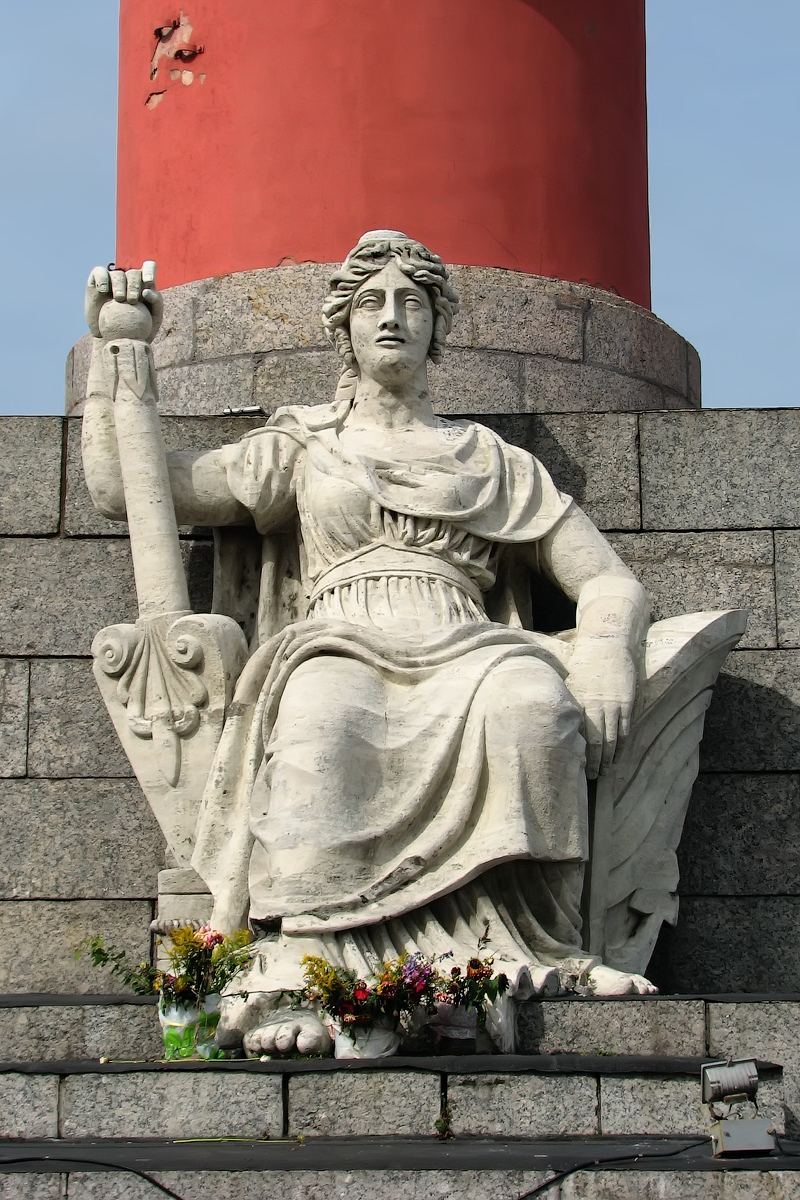
Allegoria del fiume Neva
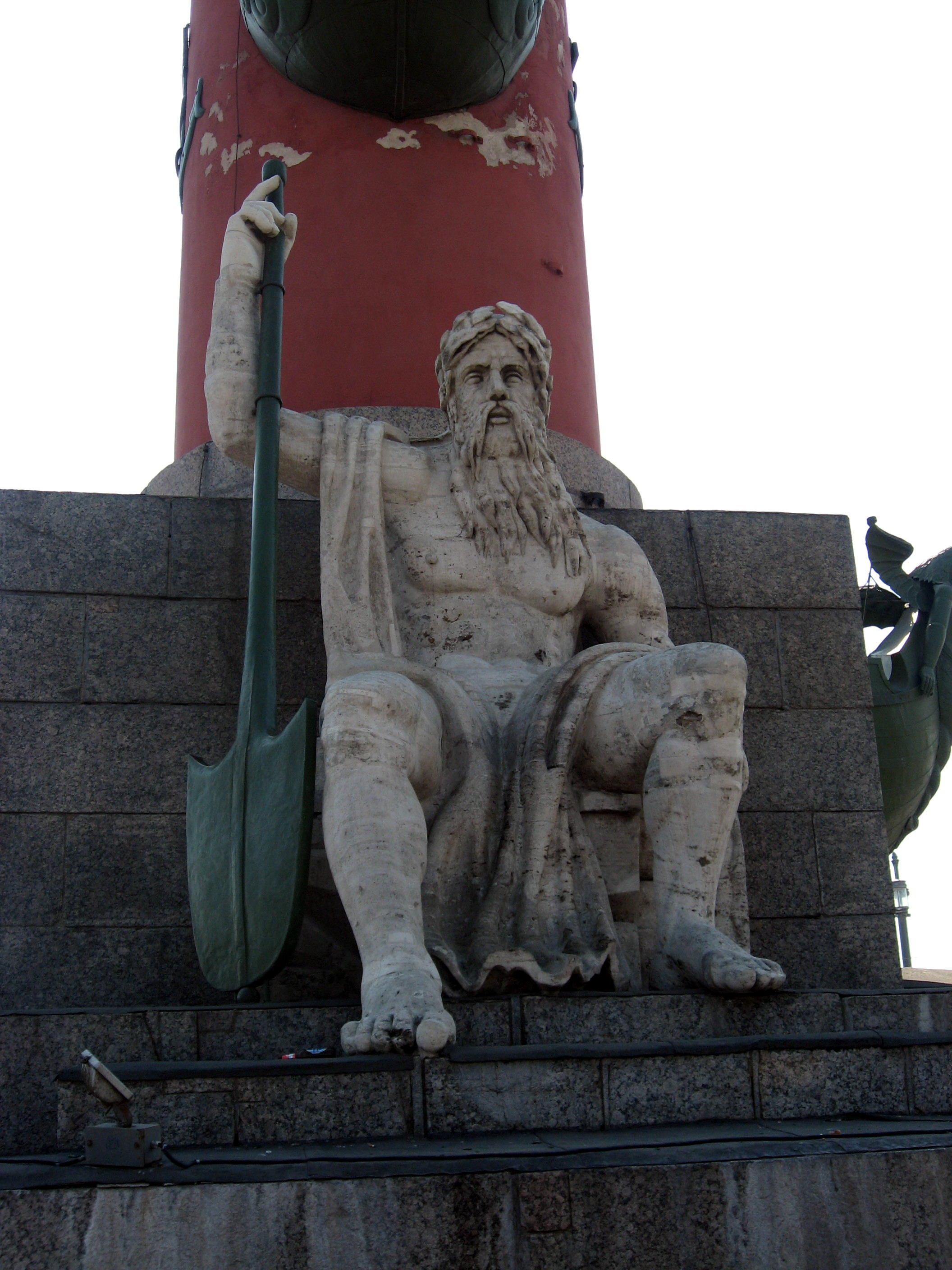
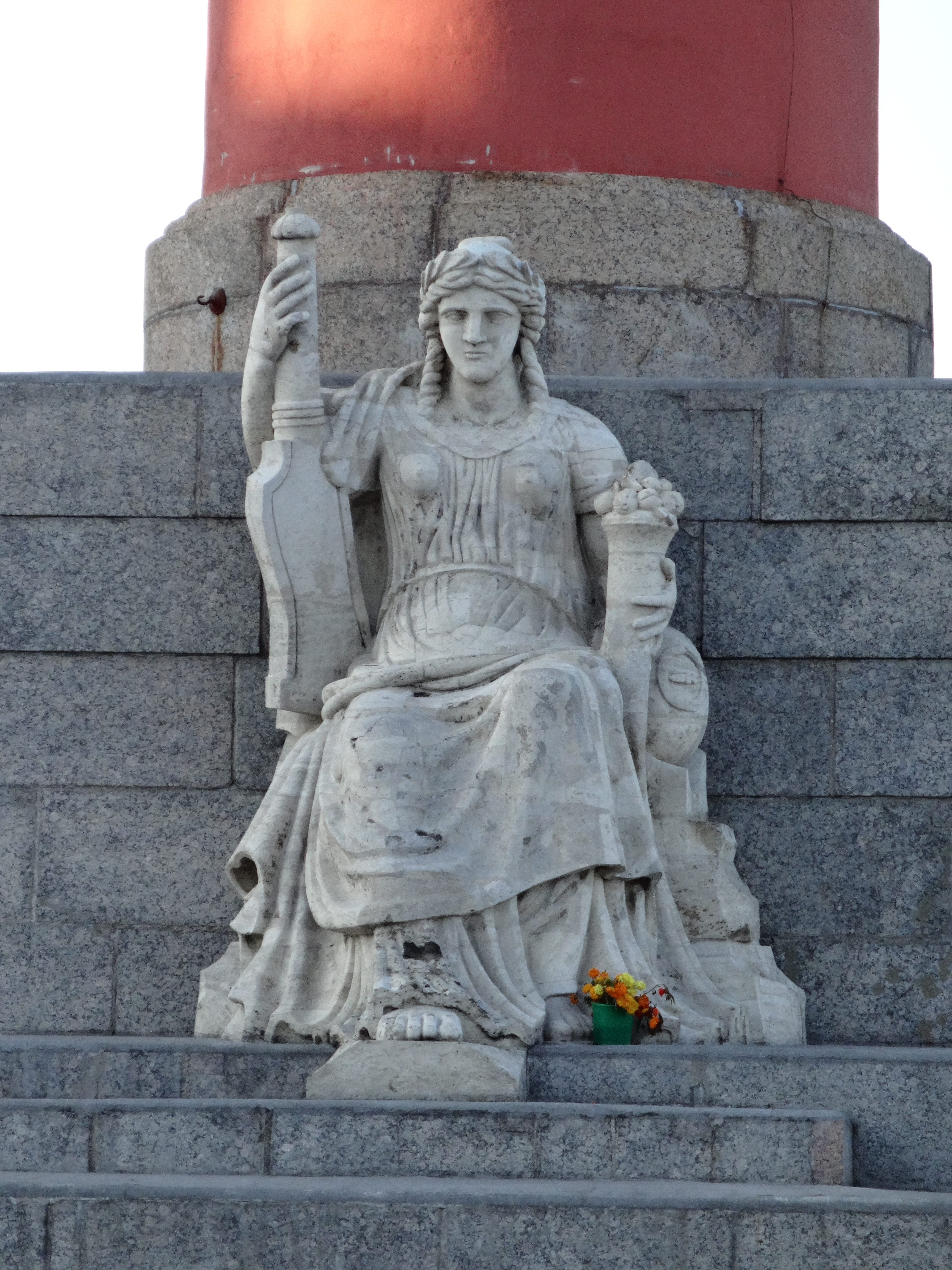
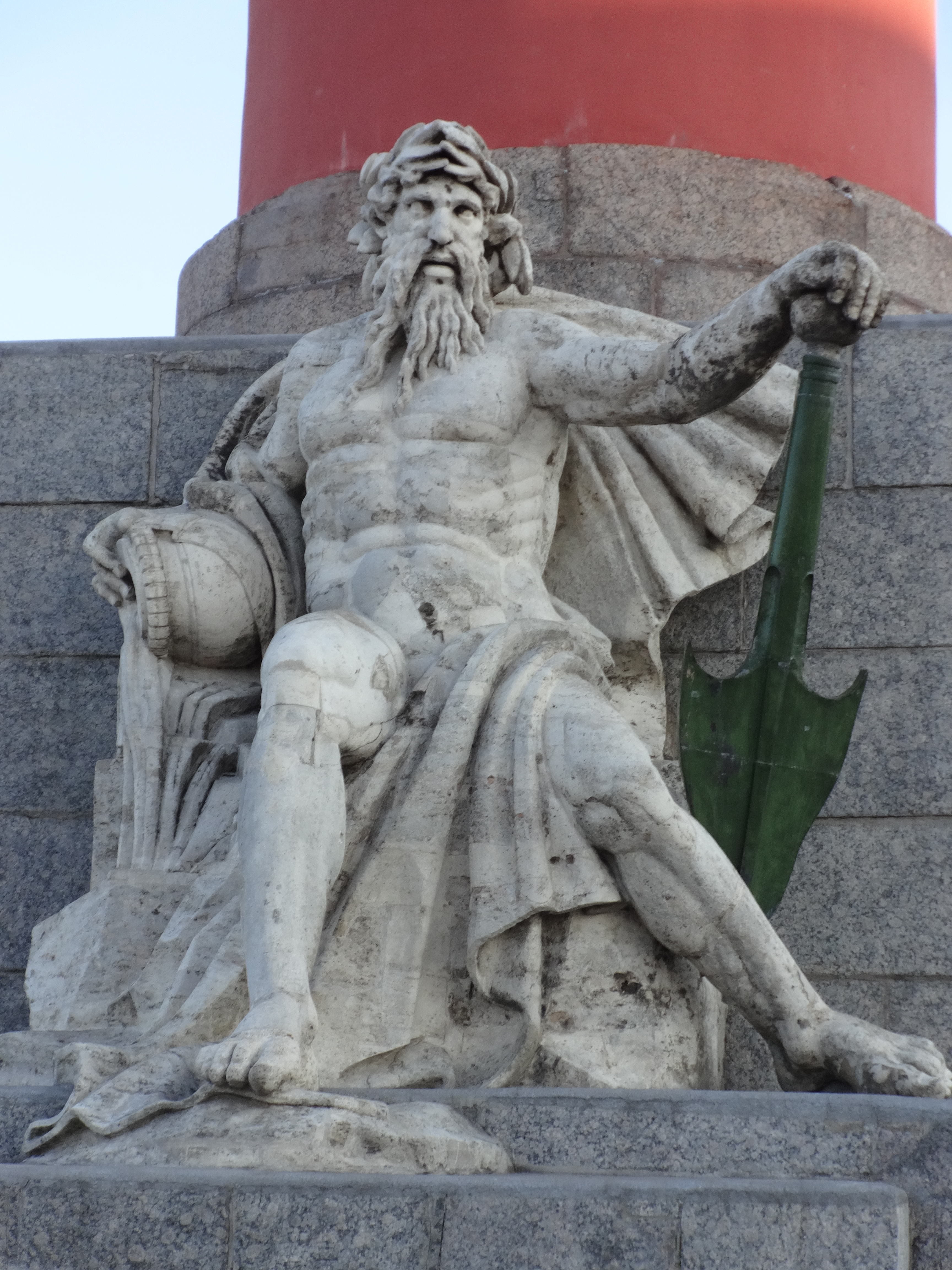